# Сокальско-Жолковская епархия УГКЦ
Сокальско-Жолковская епархия УГКЦ (укр. Сокальсько-Жовківська єпархія) — епархия Украинской грекокатолической церкви. Епархиальное управление находится в городе Жолква Львовской области Украины.
Кафедральный собор — Собор Святых Апостолов Петра и Павла в г. Сокале. Епархия входит в состав Львовской митрополии УГКЦ.

## История
Сокальская епархия УГКЦ была образована 16 июля 2000 из частей бывшей Зборовской епархии и Львовской архиепархии. Исторически территория епархии до 1946 г. принадлежала Перемышльской епархии и Львовской архиепархии, а небольшая часть Бродовского района относилась к Станиславской епархии; после Львовского собора 1946 г. и изменений административно-территориального деления эта церковная структура была упразднена, а храмы были разрушены или использовались не по назначению. Греко-католики собирались тайно на богослужения под руководством подпольных священников и епископов. С 1990 г. активно происходит возрождение жизни УГКЦ, реставрация существующих храмов и строительство новых. За этот период на территории епархии построено более 100 новых храмов и часовен.
В 2007 году было изменено название епархии, и теперь она именуется Сокальско-Жолковская, поскольку епархиальное управление находится в г. Жолква.

## Структура
Епархия охватывает территорию шести районов: Сокальского, Радеховского, Бродовского, Каменка-Бугского, Бусского, Жолковского и г. Червонограда Львовской области. Территория епархии примыкает к государственной границе с Польшей.
Общая площадь территории епархии составляет 6991 км². Население, постоянно проживающих на территории епархии составляет 491 751 человека, из которых верующих Украинской грекокатолической церкви — 321 645 чел.
Сокальско-Жолковская епархия состоит из 355 приходов, семь из которых обслуживают священники из монашеских чинов. Имеет 24 прихода в городах. Приходы объединены в 15 деканатов:
1. Белзкий
2. Бродовский
3. Буский
4. Дублянский
5. Жолковский
6. Каменка-Бугский
7. Лопатинский
8. Новоярычевский
9. Олеский
10. Подкаменский
11. Рава-Русский
12. Радеховский
13. Сокальский
14. Тартаковская
15. Червоноградский

## Епископы епархии
- епископ Михаил Колтун (21.07.2000 — 17 октября 2024).
- епископ Петр (Лоза) (1 декабря 2024)

### Епископы-помощники
- епископ-помощник Петр (Лоза) с 12 июля 2018 по 17 октября 2024